# Dennis Franz
Pour les articles homonymes, voir Franz.
Dennis Franz, né le 28 octobre 1944 à Chicago, dans l'Illinois, aux (États-Unis), est un acteur et producteur américain.

## Biographie
Il commence sa carrière en 1978 notamment avec Furie de Brian De Palma. Le réalisateur le fera tourner dans d'autres films comme Pulsions et Body Double.
Pendant près d'une quinzaine d'années, on l'a aperçu tantôt sur le petit écran, tantôt sur le grand. En 1990, on le remarque en chef de la police de l'aéroport de Washington irascible qui donne du fil à retordre à Bruce Willis dans 58 minutes pour vivre.
Mais c'est en 1993 avec la série NYPD Blue qu'il obtient la reconnaissance du public grâce à son rôle d'Andy Sipowicz, personnalité complexe, excellent flic aux méthodes brutales, longtemps alcoolique, quelque peu raciste qui, au fil des saisons et des épreuves, avance lentement vers le bonheur et la rédemption.

## Filmographie

### comme acteur
- 1978 : Tu ne m'oublieras pas (Remember My Name) : Franks
- 1978 : Furie (The Fury)  de Brian De Palma : Bob
- 1978 : Un mariage (A Wedding) de Robert Altman : Koons
- 1978 : Stony Island (en) : Jerry Domino
- 1979 : Un couple parfait (A Perfect Couple) : Costa
- 1979 : Bleacher Bums (TV)
- 1980 : Pulsions (Dressed to Kill) de Brian De Palma : Detective Marino
- 1980 : Popeye de Robert Altman : Spike
- 1981 : Chicago Story (en) (TV) : Officer Joe Gilland
- 1981 : Blow Out de Brian De Palma : Manny Karp
- 1982 : Bronx Story (série télévisée) : Off. Joe Marcello
- 1983 : Psychose 2 de Richard Franklin : Warren Toomey
- 1983 : L'Agence tous risques (The A-Team) Pièces détachées
- 1983 : Bay City Blues (en) (série télévisée) : Angelo Carbone (1983)
- 1983 : Capitaine Furillo (TV) : Det. Sal Benedetto 5 épisodes
- 1983 : Scarface de Brian De Palma : l'officier de l'immigration (voix, non crédité)
- 1984 : Body Double de Brian De Palma : Rubin
- 1985 : Messages de l'Au-delà (Deadly Messages) (TV) : détective Max Lucas
- 1985 : Tonnerre mécanique (Street Hawk) (TV) : Menlo
- 1985-1987 : Capitaine Furillo (TV) : Lt. Norman Buntz 44 épisodes
- 1986 : Un sacré bordel ! (A Fine Mess) : Phil
- 1987 : Tales from the Hollywood Hills: Pat Hobby Teamed with Genius (TV) : Louie
- 1987 : Beverly Hills Buntz (série télévisée) : Norman Buntz
- 1989 : Kiss Shot (TV) : Max Fleischer
- 1989 : Opération Crépuscule (The Package) : Lt. Milan Delich
- 1990 : Nasty Boys, Part 2: Lone Justice (TV)
- 1990 : 58 minutes pour vivre (Die Hard 2) de Renny Harlin: Capt. Carmine Lorenzo
- 1990 : Brigade de choc à Las Vegas (en) (Nasty Boys) (série télévisée) : Lt. Stan Krieger (1990)
- 1991 : N.Y.P.D. Mounted (TV) : Tony Spampatta
- 1992 : In the Line of Duty: Siege at Marion (TV) : Bob Bryant
- 1993-2005 : NYPD Blues (TV) : Sergent Andy Sipowicz 261 épisodes
- 1994 : Moment of Truth: Caught in the Crossfire (TV) : Gus Payne
- 1995 : Texas Justice (TV) : Richard 'Racehorse' Haynes
- 1996 : Healing the Hate (TV) : Host
- 1996 : Mighty Ducks (série télévisée) : Captain Klegghorn (voix)
- 1996 : American Buffalo : Don 'Donny' Dubrow, Owner Rvterbands Variety
- 1997 : Mighty Ducks, le film (Mighty Ducks the Movie: The First Face-Off (vidéo) : Captain Klegghorn (voix)
- 1998 : La Cité des anges (City of Angels) : Nathaniel Messinger

### comme producteur
- 1994 : Moment of Truth: Caught in the Crossfire (TV)

## Anecdote
Dennis Franz apparaît avec deux personnages différents dans la série Capitaine Furillo.
Il apparaît également dans un épisode des Simpson : Pervers Homer.